# Deslizamientos progresivos del placer
Deslizamientos progresivos del placer (en francés Glissements progressifs du plaisir) es una película francesa de Alain Robbe-Grillet estrenada en 1974.

## Sinopsis
Alice es acusada de la muerte de su amiga Nora. Aunque niega su participación, su defensa confusa y con elementos imaginarios es ineficaz. Sin embargo, la abogada encargada de la defensa acepta su versión, al tiempo que se ve emocionalmente atraída por el encanto sensual de la muchacha, accediendo a su universo y pulsiones.

## Prohibida en Italia
En Italia la película fue prohibida por ofensa a la religión y las copias fueron destruidas.
La película se inspira libremente del libro La Bruja (La Sorcière) de Jules Michelet.

## Reparto
- Anicée Alvina - La prisionera
- Olga Georges-Picot - Nora
- Michael Lonsdale - El juez
- Jean Martin - El cura
- Marianne Eggerickx - Claudia
- Claude Marcault - Hermana Julia
- Maxence Mailfort - Cliente
- Nathalie Zeiger - Hermana Maria
- Bob Wade - El sepulturero
- Jean-Louis Trintignant - El teniente de policía
- Isabelle Huppert - Bit
- Hubert Niogret - El fotógrafo
- Alain Robbe-Grillet - Un pasante
- Catherine Robbe-Grillet - Una hermana